# Enon (band)

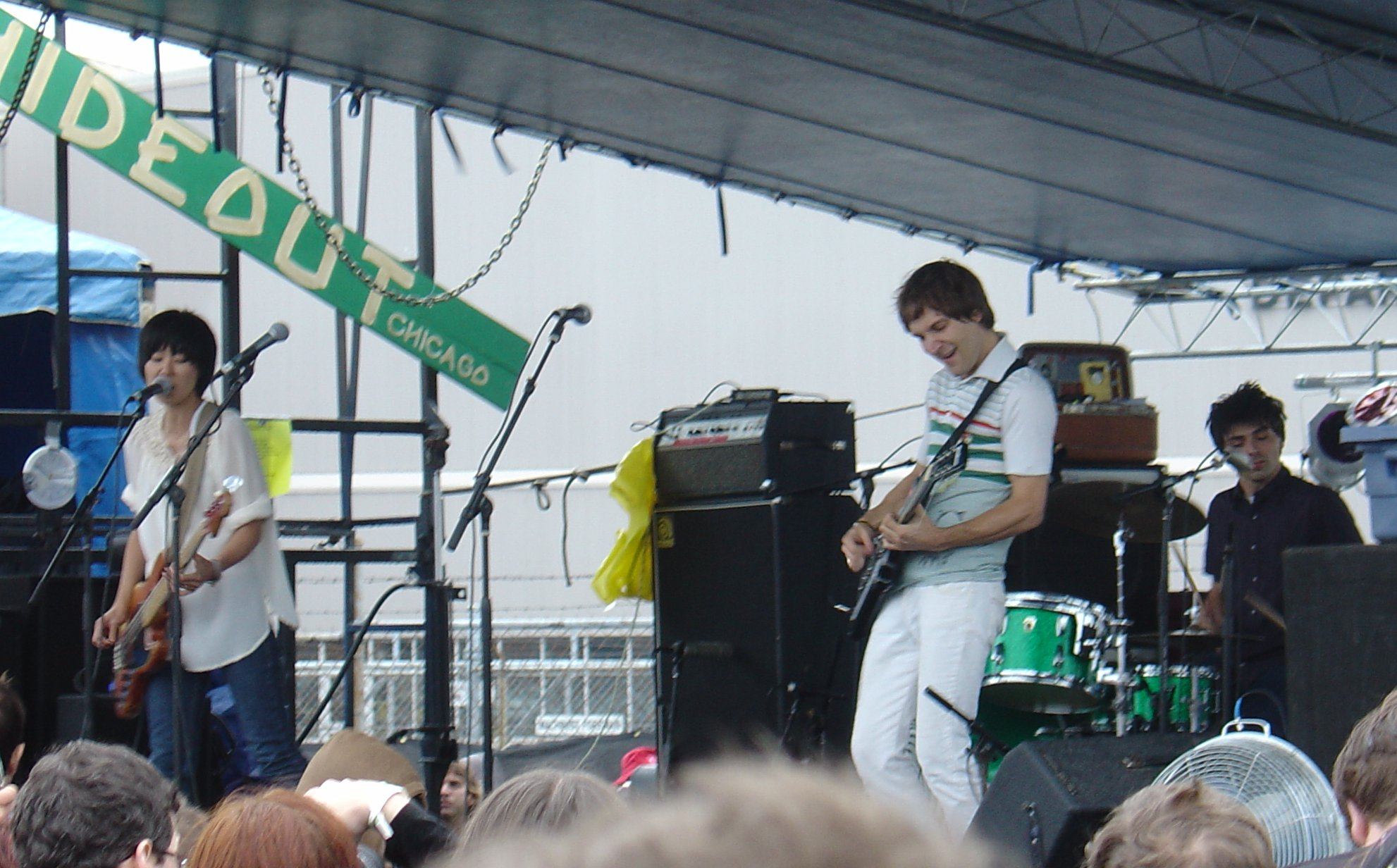
Enon live op de Hideout Block Party in Chicago, 2006

Enon was een indierockband die na het uiteenvallen van Brainiac opgericht werd door John Schmersal, Rick Lee en Steve Calhoon. Later kwam Toko Yasuda van de band The Lapse bij de band. Hoewel de leden van Enon zich in Philadelphia ophouden, wordt de band vooral beschouwd als invloedrijke band uit het New Yorkse muziekleven, waaruit de groep van oorsprong voortkwam. De band heeft een cult-status en werd door recensenten en muzikanten hoog geprezen. Echter, daar volgde geen succes in het gevestigde circuit uit hoewel de band wel optrad op prominente festivals in de Verenigde Staten, Japan en Europa.

## Geschiedenis
Schmersal speelde aanvankelijk in de band Brainiac en richtte samen met Lee en Calhoon Enon op (vernoemd naar de plaats Enon in Ohio) dat dichtbij zijn geboortestad Dayton ligt, na de plotse dood van Brainiacs frontman Timmy Taylor en de daaruit voortvloeiende bandopheffing. Vlak na Brainiac maakte hij eerst nog een soloalbum onder de naam John Stuart Mill. Rick Lee en Steve Calhoon waren beide leden van de band Skeleton Key (met onder andere ook Erik Sanko), een bevriende band waar Brainiac mee getoerd. Lee maakte een serie percussie-geluiden gemaakt met een 'trash-kit', een drumstel gemaakt van afvalvoorwerpen, waaronder een propaan tank. Een soort arts povera omgevormd in een muziekinstrument zoals ook de band Neptune dat doet. Na de verschijning van hun eerste album, Believo!, in 1999 verlaat Calhoon de band en wordt hij vervangen door Toko Yasuda op basgitaar, keyboard en zang. Yasuda speelde voor Enon in The Van Pelt, The Lapse en ook nog kort bij Blonde Redhead. Matt Schultz treedt aan als drummer, Lee speelt gitaar vanaf dat moment. In de nieuwe bezetting brengt de band in 2002 High Society uit en gaat de groep op tournee met onder meer The Faint. Vrijwel alle albums komen uit op het prestigieuze en legendarische noise- en indierocklabel Touch and Go Records uit Chicago. Lee verlaat de band en Enon publiceert Hocus Pocus in 2003, een collectie van singles die eerder werden uitgegeven. In februari 2005 gevolgd door Lost Marbles and Exploded Evidence, wederom een verzamelaar met obscure tracks verspreidt via internet aangevuld met een bonus-dvd. In 2007 helpen alle drie de leden van de band individueel mee aan het Les Savy Fav-album Let's Stay Friends. Yasuda leverde aan eerdere albums al vocale bijdragen, zoals de openingstrack van The Cat and the Cobra. Enon bracht op 9 oktober 2007 hun vierde studioalbum, Grass Geysers...Carbon Clouds, uit op Touch & Go Records en ging op tournee. Mede door hulp van leden van Feverdream toerde de band door Rusland, via de connecties van de Nederlandse band, waarmee ze contact hadden. De band trad in 2008 op in het tweede seizoen van de Nick Jr. show Yo Gabba Gabba!. In de zomer van dat jaar kondigde Schulz aan dat hij de band zou verlaten. Hij ging drummen bij Holy Fuck. Enon werkte naderhand met verschillende drummers en gaf aan pas op hun nieuwe album naar buiten te treden met een definitieve nieuwe bezetting.
Brainiacs bassist Monasterio werd na Brainiac video director en maakte twee clips voor Enon. In 2008 bracht hij ook een album uit met zijn band Model/Actress waaraan ook Schmersal een bijdrage levert. In 2009 en 2010 toert Schmersal als bassist mee in de band Caribou. Ondertussen werkt Yasuda aan een solo-album.

## Instrumentarium
Enon was een gitaargerichte band, maar had net als voorganger Brainiac een prominent aanwezigheid van de analoge synthesizer in veel elektronischer getinte songs, met name Moog-synthesizers. Schmersal speelde meestal Teisco-gitaren, maar had ook een Phantom VI (geërfd van Taylor). Tevens werd voor hem een unieke gitaar ontworpen door Yuri Landman, genaamd de 'Twister'. Een variant van de Springtime gitaar, maar met een zogenaamde scaloped neck. Een hals waarbij de fretten uitgeveild zijn. Yasuda speelde een Jazz Bass met een speciaal stemmechaniek op de E-snaar waarmee ze die met een snelle handeling naar een D kon omklikken.

## Discografie

### Albums
- 1998 - Long Play
- 1999 - Believo!
- 2002 - High Society
- 2003 - Hocus Pocus
- 2004 - Onhold
- 2005 - Lost Marbles and Exploded Evidence (compilatiealbum en dvd-set)
- 2007 - Grass Geysers... Carbon Clouds

### Singles
- 1998 - "Fly South"
- 1999 - "Motor Cross"
- 2001 - "Listen (While You Talk)"
- 2001 - "Marbles Explode"
- 2001 - "The Nightmare Of Atomic Men"
- 2002 - Enon [Self-Titled]
- 2002 - "Drowning Appointment"
- 2003 - "In This City"
- 2003 - "Evidence"
- 2003 - "Because of You"
- 2003 - "Starcastic"

### Compilaties
- 2001 - track "New York's Alright (If You Like Saxophones)" op This Is Next Year: A Brooklyn-Based Compilation
- 2001 - track "Tilt You Up" op Multiball #21
- 2001 - track "Off The Hook" op Friction Records Vol. 1
- 2001 - track "Stamina Obliterate" op For Fun Only!
- 2002 - track "White Rabbit" op Don't Know When I'll Be Home Again (A Compilation Benefiting American Veterans Of The Vietnam War)
- 2003 - track "Sex Beat" op On The High Wire (U.S. Pop Life Vol. 15 Power - Energy)
- 2004 - track "Shave" op The 2004 Believer Music Issue Compilation
- 2005 - track "Marbles Explode" op Friction Records Free Sampler CD

## Videografie
- "Come Into" (2001, geregisseerd door Paul Cordes Wilm)
- "Cruel" (2001, geregisseerd door Paul Cordes Wilm)
- "Window Display" (2002, geregisseerd door Brian Quain, geen officiële video)
- "Carbonation" (juli 2002, geregisseerd door Paul Cordes Wilm)
- "Pleasure and Privilege" (oktober 2002, geregisseerd door Clark Vogeler)
- "In This City" (februari 2003, geregisseerd door Josh Graham, Juan Monasterio en Arya Senboutaraj)
- "Murder Sounds" (2004, geregisseerd door Paul Cordes Wilm)
- "Daughter in the House of Fools" (2004, geregisseerd door Rainbows & Vampires)
- "Mikazuki" (2004, geregisseerd door The Wilderness)